# Konståret 1890

## Händelser

### Okänt datum
- Svenska konstnärernas förening bildas.
- Konstnärsförbundets skola startas av Konstnärsförbundet

## Priser
- Grand Prix de Rome, målning: André Devambez.
- Grand Prix de Rome, skulptur: Paul Gasq.
- Grand Prix de Rome, arkitektur: Emmanuel Pontremoli.

## Verk

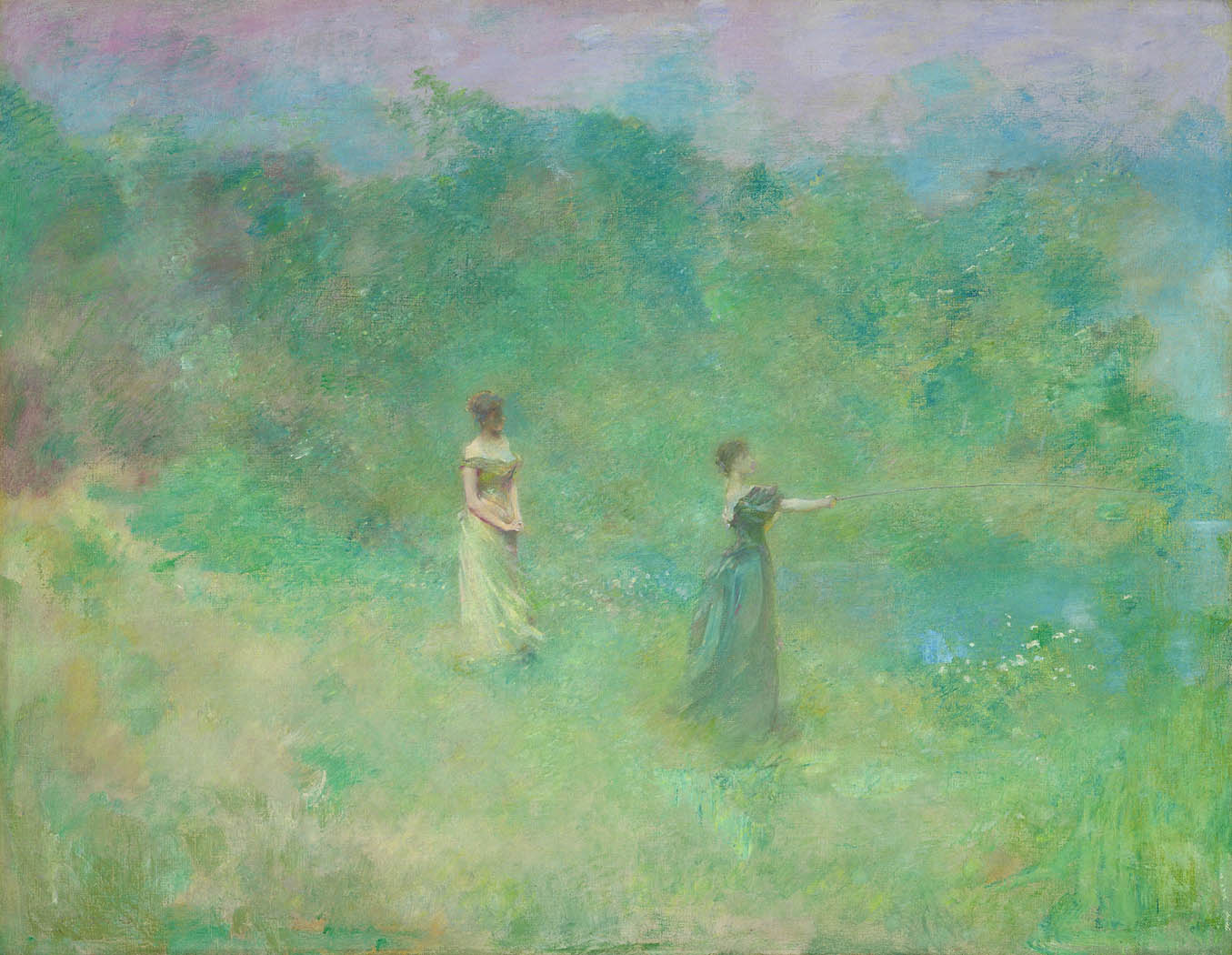
Thomas Dewings tavla Summer från 1890.

- Georges Seurat - Le Chahut (Kröller-Müller Museum, Otterlo).
- Henri de Toulouse-Lautrec - Bal au Moulin Rouge (Philadelphia Museum of Art, Philadelphia).
- John Haberle - The Palette
- Odilon Redon - Les Yeux Clos, (Musée d'Orsay, Paris).
- Odilon Redon - Village Breton, (National Gallery of Art, Washington, DC).
- Odilon Redon - Vieillard ailé barbu (Musée d'Orsay, Paris).
- Thomas Dewing - Summer
- Tom Roberts - Shearing the Rams (National Gallery of Victoria, Melbourne)
- William Bouguereau - Câlinerie
- William Harnett - The Faithful Colt (Wadsworth Atheneum, Hartford, Connecticut).
- Winslow Homer - Cloud Shadows
- Adolphe Appian – Rochers de Collioure (Monastère de Brou i Bourg-en-Bresse)

## Födda
- 5 januari – Gottfrid Olsson (död 1979), svensk grafiker och tecknare.
- 7 januari – Milton Menasco (död 1974), amerikansk målare och art director.
- 21 januari – Ernst Wiesner (död 1971), tjeckoslovakisk arkitekt.
- 29 januari – Josef Öberg (död 1967), svensk målare och tecknare.
- 12 mars – Evert Taube (död 1976), svensk författare, konstnär, trubadur och kompositör.
- 14 mars – Emil Olsson (död 1964), svensk konstnär.
- 17 mars – LeMoine Fitzgerald (död 1956), kanadensisk målare.
- 14 april – Gerald Curtis Delano (död 1972), amerikansk målare.
- 4 maj – Franklin Carmichael (död 1945), kanadensisk målare.
- 14 maj – Martin Nilsson (död 1953), svensk målare, grafiker och tecknare.
- 23 maj – Martin Nilsson (död 1963), svensk skämttecknare, kompositör och novellförfattare.
- 12 juni – Egon Schiele (död 1918), österrikisk målare.
- 29 juni – Robert Laurent (död 1970), amerikansk skulptör.
- 4 juli – Jacques Carlu (död 1976), fransk arkitekt och designer.
- 14 juli – Ossip Zadkine (död 1967), fransk skulptör och målare.
- 20 juli – Giorgio Morandi (död 1964), italiensk målare.
- 28 juli
  - Grace Albee (död 1985), amerikansk tryckmakare.
  - Pinchus Krémègne (död 1981), fransk skulptör, målare och litograf.
- 5 augusti – Naum Gabo (död 1977), rysk skulptör.
- 7 augusti – Einar Jolin (död 1976), svensk målare.
- 10 september – Elsa Schiaparelli (död 1973), italiensk modedesigner.
- 16 oktober – Paul Strand (död 1976), amerikansk fotograf.
- 23 november – El Lisitskij (död 1941), rysk designer, arkitekt och fotograf.
- 25 november – Isaac Rosenberg (död 1918), brittisk poet och målare.
- 6 december – Rudolf Schlichter (död 1955), tysk målare.
- 11 december – Mark Tobey (död 1976), amerikansk målare.
- 14 december – Edward McKnight Kauffer (död 1954), amerikansk grafiker och formgivare.

## Avlidna
- 25 januari – Antonio Salviati (född 1816), italiensk glasblåsare.
- 5 maj – Joseph-Nicolas Robert-Fleury (född 1797), fransk målare.
- 9 maj – Friedrich Loos (född 1797), österrikisk målare, etsare och litograf.
- 24 maj – Georgiana McCrae (född 1804), australisk målare.
- 29 juli – Vincent van Gogh (född 1853, nederländsk målare.
- 21 augusti – Charles West Cope (född 1811), brittisk målare.
- 7 oktober – Edvard Perséus (född 1841), svensk målare, tecknare och hovintendent.
- 19 november – Carl Gustaf Hellqvist (född 1851), svensk historiemålare.
- 9 december – Auguste Ottin (född 1811), fransk skulptör.
- 19 december – Eugène Lami (född 1800), fransk målare och litograf.